# Maxine Singer
Maxine Frank Singer (Nueva York, 15 de febrero de 1931-Washington D. C., 9 de julio de 2024) fue una bióloga molecular y administradora científica estadounidense. Conocida por su contribución a la solución del código genético, Singer tuvo papel en los debates éticos y normativos sobre técnicas de ADN recombinante (incluyendo la organización de la Conferencia de Asilomar sobre el ADN recombinante ), y un liderazgo importante del Instituto Carnegie.

## Biografía
Nació en la ciudad de Nueva York. Después de asistir a la escuela secundaria pública en Brooklyn, se especializó en química (con especialización en biología) en Swarthmore College. En 1957, llegó a ostentar un PhD en la Universidad Yale, por la investigación de la química de proteínas con Joseph Fruton. Fruton la animó a especializarse en los ácidos nucleicos, y en 1956 se incorporó al Laboratorio de Bioquímica de León Heppel en los Institutos Nacionales de Salud. Mediante su trabajo desarrollado allí en la síntesis de ARN, produjo nucleótidos sintéticos que se utilizaron en experimentos de Marshall Warren Nirenberg para determinar la naturaleza triplete del código genético.
Tras el informe de 1973 sobre la primera utilización de técnicas de ADN recombinante para introducir genes de una especie a otra, Singer fue de los primeros en llamar la atención sobre los posibles riesgos de la ingeniería genética. Fue presidenta de la Conferencia Gordon de 1973 sobre ácidos nucleicos, donde se discutieron los posibles riesgos de la técnica para la salud pública, y ayudó a organizar la Conferencia Asilomar sobre ADN recombinante de 1975 que se tradujo en directrices para hacer frente a los desconocidos riesgos de la técnica.
Fue elegida miembro de la Academia Estadounidense de las Artes y las Ciencias en 1978. En 1988, se convirtió en presidenta del Instituto Carnegie, cargo que ocupó hasta 2002. Recibió la Medalla Nacional de Ciencia en 1992 «por sus logros científicos sobresalientes y su profunda preocupación por la responsabilidad social de los científicos» y el Premio Vannevar Bush de 1999. En 2007, fue galardonada con la Medalla de Bienestar Público de la Academia Nacional de Ciencias.